# 트레인 (기업)
트레인은 미국의 냉난방공조 (HVAC) 설비 제조업체이다. 본사는 뉴저지주에 소재하고 있으며, 한국에는 지사로 트레인코리아를 두고 있다. 2007년까지 본래 아메리칸 스탠다드의 자회사였으나 공조사업부문을 제외한 아메리칸 스탠다드의 모든 사업부가 일본 릭실에 매각되어 2008년 아메리칸 스탠다드의 공조사업부문을 흡수 합병하여 모기업을 인수하였다.

## 역사
트레인은 1885년 제임스 트레인(James Trane)에 의해 미국 위스콘신주 라크로스에서 처음 사업을 시작하였다. 1984년 아메리칸 스탠다드가 자회사로 편입하였다. 이후 1991년 대한민국에 영업사무소를 개설하고, 1995년부터 독립법인을 운영해오고 있다.

## 탄현 이마트 냉동기 사고
2011년 7월 2일, 이마트 탄현점에서 트레인이 생산한 냉동기 보수작업을 하던 서울시립대 황승원 학생을 포함한 4인이 숨졌다. 황씨는 대학 등록금 마련을 위해 아르바이트를 하던 중 사고를 당한 것으로 알려졌다. 유족들은 트레인과 이마트에 사고 책임을 요구하고 있으나, 트레인은 한국 지사 트레인코리아를 통해 법에 따라 진행하겠다는 입장을 유지하고 있다.